# Omerville
Omerville – miejscowość i gmina we Francji, w regionie Île-de-France, w departamencie Dolina Oise.
Według danych na rok 1990 gminę zamieszkiwało 280 osób, a gęstość zaludnienia wynosiła 23 osób/km² (wśród 1287 gmin regionu Île-de-France Omerville plasuje się na 937. miejscu pod względem liczby ludności, natomiast pod względem powierzchni na miejscu 274.).